# قبالة (إب)

تعديل مصدري - تعديل

قبالة محلة تابعة لقرية ذى شيبة، التابعة لعزلة شعب يافع بمديرية إب إحدى مديريات محافظة إب في الجمهورية اليمنية.، بلغ تعداد سكانها 93 حسب تعداد اليمن لعام 2004.